# He Stopped Loving Her Today
"He Stopped Loving Her Today" é uma musica country gravada originalmente por George Jones e escrita por Bobby Braddock e Curl Putman. Conhecida como a musica que fez a carreira de George Jones voltar aos rumos nos anos 80.
Considerada por muitos críticos como uma das maiores musicas country de todos os tempos, foi lançada em 1980 como single do álbum "I Am What I Am. Foi o single numero 1 de George Jones por seis anos seguidos. A musica ganhou o premio de melhor musica country de 1980.
Alan Jackson fez uma performance da musica no funeral de George Jones em maio de 2013.